# 齐亚德·法扎赫
齐亚德·法扎赫（阿拉伯语：زياد فصاح；英语：Ziad Youssef Fazah；1954年6月10日—），出生于利比里亚蒙羅維亞，是一个利比里亚籍黎巴嫩人。法扎赫称他能说59种语言并在数个电视节目里展示他的语言才能，及表明他“成功地”与众多说不同母语的人沟通。
直至1998年出版的吉尼斯世界纪录大全，法扎赫一向都被列为能讲和读58种语言，但唯一的根据就是全用于法扎赫1991年7月于雅典参与过的一个访问。
然而，法扎赫在一个称《星期一万岁》（Viva el lunes）的智利电视节目里彻彻底底地暴露了他连初级芬兰语、俄语、中文、波斯语、希臘语和印度语也没有掌握到。當他被人用俄文問「今天是一周內的哪一天？」（俄語：Какой сегодня день недели?），法扎赫不僅啞口無言，其後自我辯護時還把俄語誤作克羅地亞語，說人家用克羅地亞語問他這個問題不公平。
法扎赫自称他可以说和读以下58种语言：
阿尔巴尼亚语、阿姆哈拉语、阿拉伯语、亚美尼亚语、阿塞拜疆语、俾路支语、孟加拉语、保加利亚语、缅甸语、广州话、捷克语、丹麦语、荷蘭語、宗喀語、英语、芬兰语、法语、斐济语、德语、希腊语、匈牙利语、冰岛语、印尼语、意大利语、日语、高棉语、朝鮮語、柯爾克孜語、老挝语、马来语、官话、蒙古语、尼泊尔语、挪威语、普什图语、帕皮阿门托语、波斯语、波兰语、葡萄牙語、羅馬尼亞語、俄语、塞尔维亚-克罗地亚语、上海话、僧伽罗语、西班牙语、藏语、斯瓦希里语、瑞典語、塔吉克语、泰语、土耳其语、乌尔都语、乌兹别克语和越南语。